# Heidelore Böcker
Heidelore Böcker (* 21. Mai 1943 in Ballenstedt; † 11. August 2019 in Berlin) war eine deutsche Mittelalterhistorikerin.

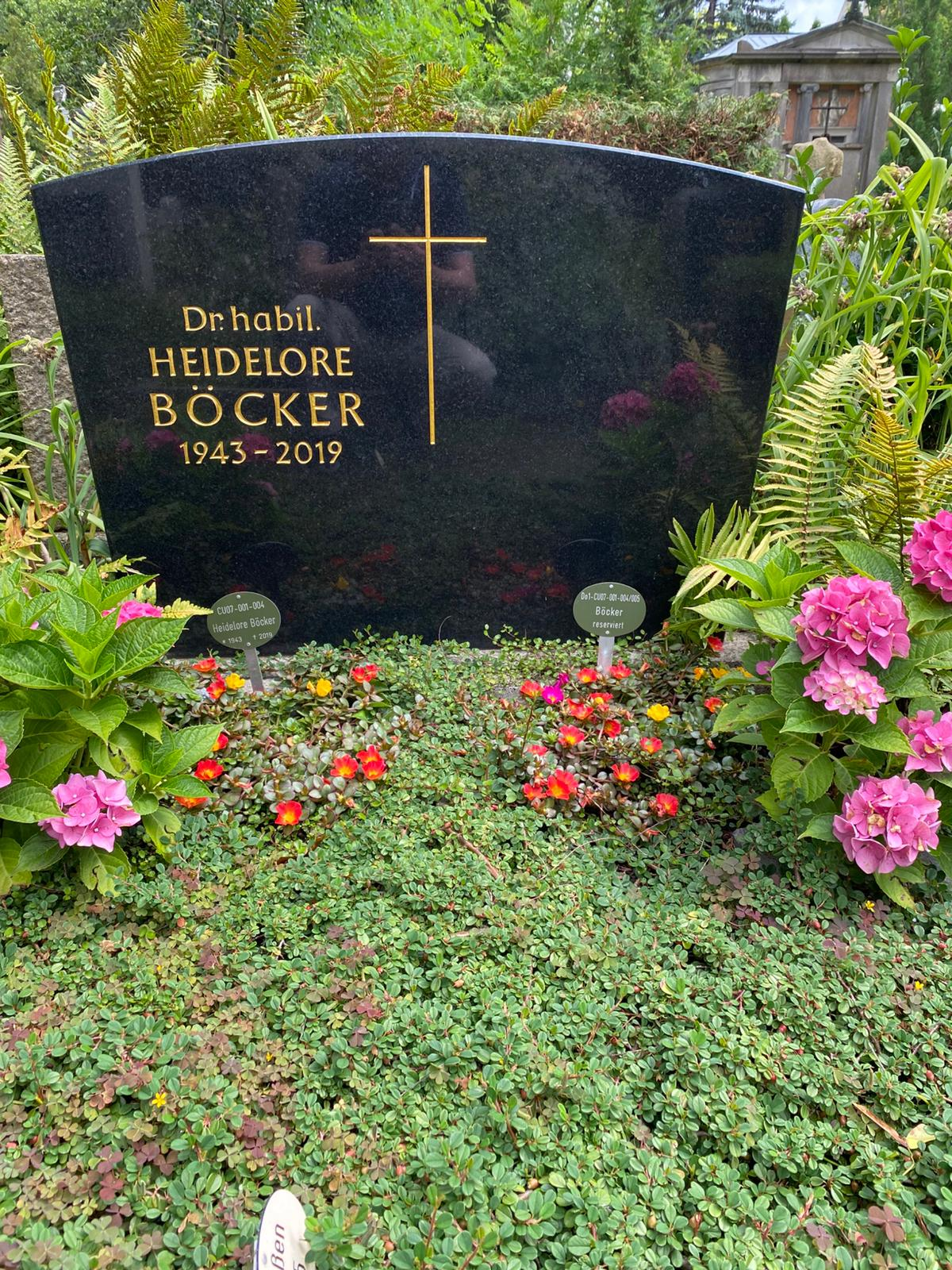
Grabstätte

Heidelore Böcker studierte von 1966 bis 1968 Geschichte und Germanistik an der Ernst-Moritz-Arndt-Universität Greifswald, von 1968 bis 1971 an der Humboldt-Universität zu Berlin. Zwischen 1971 und 1981 lehrte sie als Assistentin an der Pädagogischen Hochschule Magdeburg. Dort wurde Böcker 1978 bei Erika Uitz, Konrad Fritze und Bernhard Töpfer mit einer Arbeit zum Thema Die Entwicklung der Stadt Haldensleben von der Mitte des 13. Jahrhunderts bis zum Ende des 15. Jahrhunderts. Analysiert nach den Stadtbüchern promoviert. Zwischen 1981 und 1986 lehrte sie als Oberassistentin an der Sektion für Geschichtswissenschaften der Universität Greifswald, 1986 wurde sie Wissenschaftliche Assistentin an der Sektion Geschichte an der Humboldt-Universität. 1989 erfolgte die Promotion B in Greifswald. Thema war Hanse und kleine Städte in Vorpommern und Rügen von der Mitte des 13. Jahrhunderts bis zum Beginn des 16. Jahrhunderts, Voraussetzungen – Aufgaben – Bedeutung; als Gutachter fungierten erneut Konrad Fritze sowie Eckhard Müller-Mertens und Johannes Schildhauer. 1991/92 war Heidelore Böcker Mitglied der von Gerhard A. Ritter geleiteten Struktur- und Berufungskommission für den Neuaufbau der Geschichtswissenschaften an der Humboldt-Universität. Anschließend lehrte Böcker als dem Lehrstuhl Mittelalterliche Geschichte II zugeordnete Privatdozentin an der Humboldt-Universität. 1992 erhielt sie einen Lehrauftrag an der Universität Bielefeld, 1994/95 folgte ein Forschungsaufenthalt am Deutschen Historischen Institut in Rom. 2008 wurde sie an der HU Berlin pensioniert. Böcker befasste sich hauptsächlich mit der Geschichte der Hanse und der mittelalterlichen Wirtschafts- und Sozialgeschichte, seit der Pensionierung auch intensiv mit der Geschichte der Stadt Grevesmühlen. Sie war Mitglied der Historischen Kommission für Pommern und langjähriges Vorstandsmitglied (seit 2013 Altmitglied des Vorstands) des Hansischen Geschichtsvereins, bei dem sie häufig gemeinsam mit Eckhard Müller-Mertens arbeitete.
Böcker verstarb nach längerer schwerer Krankheit und wurde auf dem Dorotheenstädtischen Friedhof in Berlin bestattet.

## Schriften
- Herausgeberin mit Eckhard Müller-Mertens: Konzeptionelle Ansätze der Hanse-Historiographie. Porta-Alba, Trier 2003 (Hansische Studien, Band 14) ISBN 3-933701-06-6.
- Die Stadtbücher von Haldensleben (ca. 1255-1486). Analysen und Register. Dr. Kovač, Hamburg 2010 (Studien zur Geschichtsforschung des Mittelalters, Band 26) ISBN 978-3-8300-5095-7.
- Das Tagebuch des Stralsunder Bürgermeisters Nicolaus Gentzkow (1558-1567). Übertragung, Kommentar und Register. (Hrsg.), Dr. Kovač, Hamburg 2011 (Studien zur Geschichtsforschung der Neuzeit, Band 66) ISBN 978-3-8300-5470-2.
- Warum, wie und wann wurde Grevesmühlen eine Stadt? Stadtarchiv Grevesmühlen, Grevesmühlen 2012 (Geschichte und Geschichten aus dem Stadtarchiv Grevesmühlen, Heft 1) ISBN 978-3-9814380-4-8.
- Grevesmühlen – als Gnewesmolen „nur“ eine Ackerbürgerstadt? Stadtarchiv Grevesmühlen, Grevesmühlen 2013 (Geschichte und Geschichten aus dem Stadtarchiv Grevesmühlen, Heft 2) ISBN 978-3-9814380-8-6.